# Division côtière (Levant)
Pour les articles homonymes, voir Division côtière.
La division côtière est une grande unité des troupes spéciales du Levant, chargée de la défense côtière du mandat français en Syrie et au Liban.

## Historique
La division côtière est créée le 7 ou le 25 juillet 1943.
La zone défendue va du nord de la côte syrienne, à la frontière du Hatay, au sud de la côte libanaise, à la frontière avec la Palestine. Les trois brigades sont réparties sur quatre secteurs : Lattaquié, Tripoli, Beyrouth et Sidon.
La division est dissoute en avril 1945.

## Composition
La division regroupe trois brigades, :
- la 5e brigade de montagne, stationnée à Beyrouth,
- la 6e brigade côtière, stationnée à Tripoli et formée de deux bataillons :
  - le 1er bataillon du Levant (Tripoli, Tell Kalakh[3]),
  - le 2e bataillon de défense côtière du Levant (Kfarchima, Jbeil, Saïda[2]) ;
- la 7e brigade côtière, stationnée à Lattaquié et formée des unités suivantes :
  - 2e bataillon du Levant (Lattaquié, Terbol (en)[3]),
  - 1er bataillon de défense côtière du Levant (Lattaquié, Tartous et Tripoli[2]),
  - le groupe de position de défense côtière du Levant (Beyrouth, Lattaquié et Saïda), qui quitte la division et devient le 1er janvier 1945 le 2e groupe d'artillerie du Levant à Damas[7].

## Commandants
La division est commandée par le général Cazaud jusqu'en février 1945, puis par le général Gross.